# Vlag van Kreta
Er is geen officiële vlag van Kreta, maar in de periode 1898-1913 had Kreta wel een eigen vlag en er zijn bewegingen die ook nu een eigen Kretenzer vlag willen.

Vlag van de Kretenzer Opstand van 1866

Vlag van Kreta, 1898-1913

## Geschiedenis

### Arkadi-opstand
In 1645 werd Kreta bij het Ottomaanse Rijk ingelijfd. In de 19e eeuw braken er opstanden tegen de Turken uit. In 1821, het jaar van de opstand van de Grieken tegen de Turken, probeerde Kreta met de rest van Griekenland onafhankelijk te worden. De Turkse sultan accepteerde dit niet en met geweld en gruweldaden probeerde men de opstand op Kreta te stoppen. De opstand was de eerste decennia nog vrij beperkt, maar na het drama van het Arkadi-klooster in 1866 werd het verzet tegen de Turken heviger. Bij deze opstand werd een vlag gebruikt die geïnspireerd was op de Griekse vlag. Het toonde de beginletters van het motto "Kreta, Enosis, Vrijheid of de Dood", en het kruis met de inscriptie "Jezus Christus Overwint."

### De Kretenzische staat (1898-1913)
In 1879 dwongen Engeland, Frankrijk, Rusland en Italië het Ottomaanse Rijk tot het Verdrag van Chalepa. Hierdoor kregen de Kretenzers meer vrijheid en het Grieks werd als officiële taal erkend. Dit werd in de praktijk niet nagevolgd. In 1898 werd Kreta dan alsnog een autonome staat binnen het Ottomaanse Rijk. De vlag van deze staat toonde een wit kruis op een blauw veld, gebaseerd op de vlag van Griekenland. In het kanton stond een witte vijfpuntige ster op een rode achtergrond, als verwijzing naar de Ottomaanse suzereiniteit.
Na de overwinning van Griekenland in de Balkanoorlog in 1913 werd Kreta opgenomen in het Koninkrijk Griekenland. Hiermee verdween de Kretenzer autonomie. De eenheid met Griekenland wordt in Hania nog wekelijks gevierd met een vlaggenceremonie.

### Recente geschiedenis
De Griekse autoriteiten zijn niet enthousiast over het gebruik van de vlag uit 1898, omdat die een symbool zou zijn voor een streven naar meer autonomie.